# Tallebudgera Valley
Tallebudgera Valley är en del av en befolkad plats i Australien. Den ligger i kommunen Gold Coast och delstaten Queensland, omkring 87 kilometer söder om delstatshuvudstaden Brisbane.
Runt Tallebudgera Valley är det ganska glesbefolkat, med 24 invånare per kvadratkilometer.. Närmaste större samhälle är Tweed Heads, omkring 18 kilometer öster om Tallebudgera Valley. 
I omgivningarna runt Tallebudgera Valley växer i huvudsak städsegrön lövskog. Genomsnittlig årsnederbörd är 1 801 millimeter. Den regnigaste månaden är januari, med i genomsnitt 320 mm nederbörd, och den torraste är oktober, med 41 mm nederbörd.